# Tanjungpinang
Tanjungpinang est la capitale de la province indonésienne des îles Riau. Elle est située sur l'île de Bintan.
La ville a le statut de kota. Sa population était de 150 000 habitants en 2007.

## Transport
Le port de Sri Bintan Pura relie la ville par ferry à l'île voisine de Batam, à Singapour, et à Johor Bahru en Malaisie.
L'aéroport Raja Haji Fisabilillah relie Tanjungpinang à Jakarta, Pekanbaru, Matak et Ranai.

## Administration
La ville est divisée en quatre "kecamatan", classés ci-dessous:
| Name                                       | Population Recensement de 2010 |
| ------------------------------------------ | ------------------------------ |
| Bukit Bestari                              | 54,157                         |
| Tanjungpinang Timur (Tanjung Pinang Est)   | 70,867                         |
| Tanjungpinang Kota (ville)                 | 17,026                         |
| Tanjungpinang Barat (Tanjung Pinang Ouest) | 45,309                         |

## Ile de Penyengat

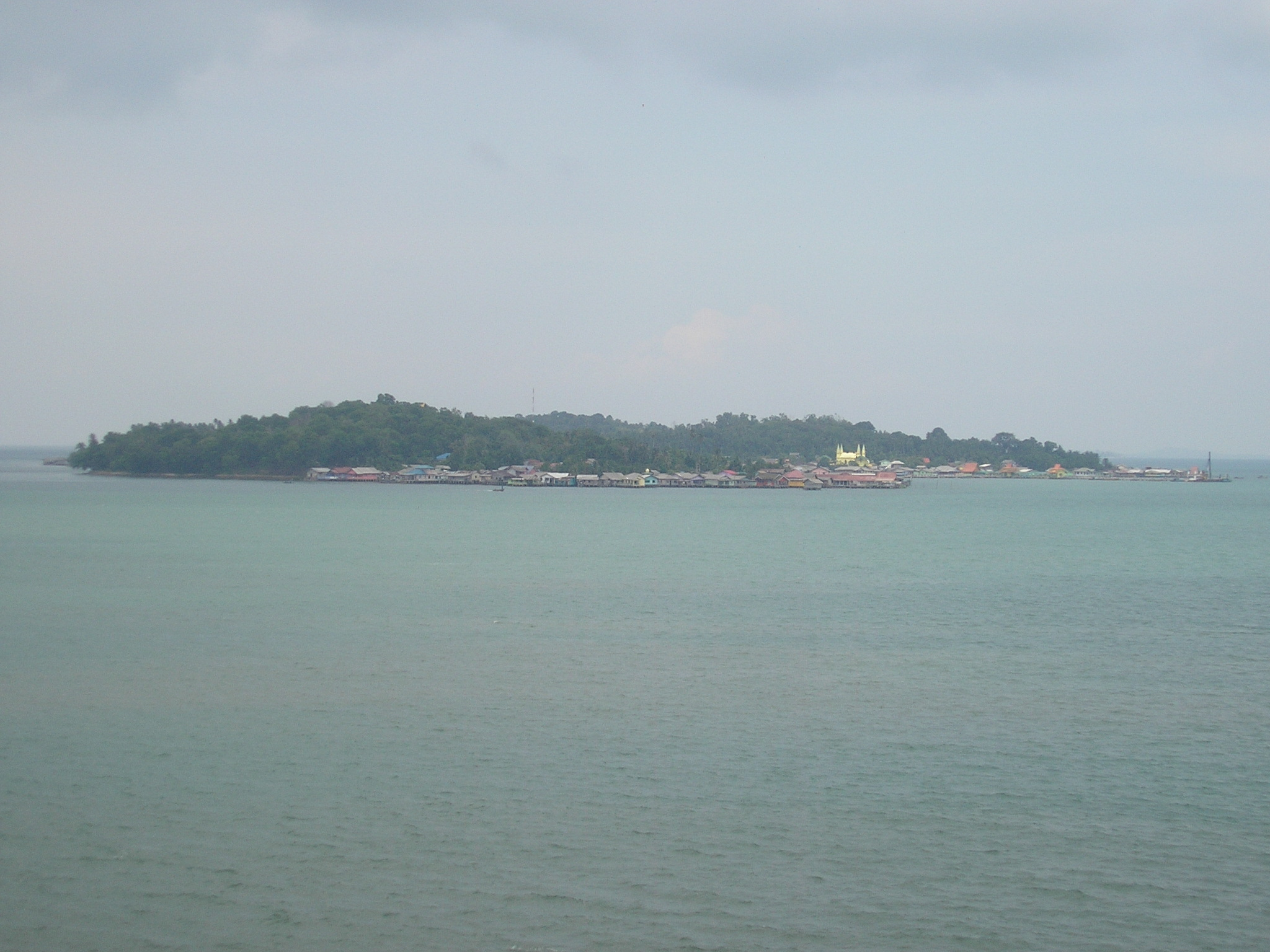
Ile de Penyengat

Le palais des anciens souverains de l'île et les tombes royales, dont celle de Raja Ali Haji, auteur du premier livre de grammaire malaise, sont situés sur l'île de Penyengat. Encore en activité, la vieille mosquée Mesjid Raya est un autre héritage du Sultanat de Riau.

## Raja Haji Fisabillah Monument

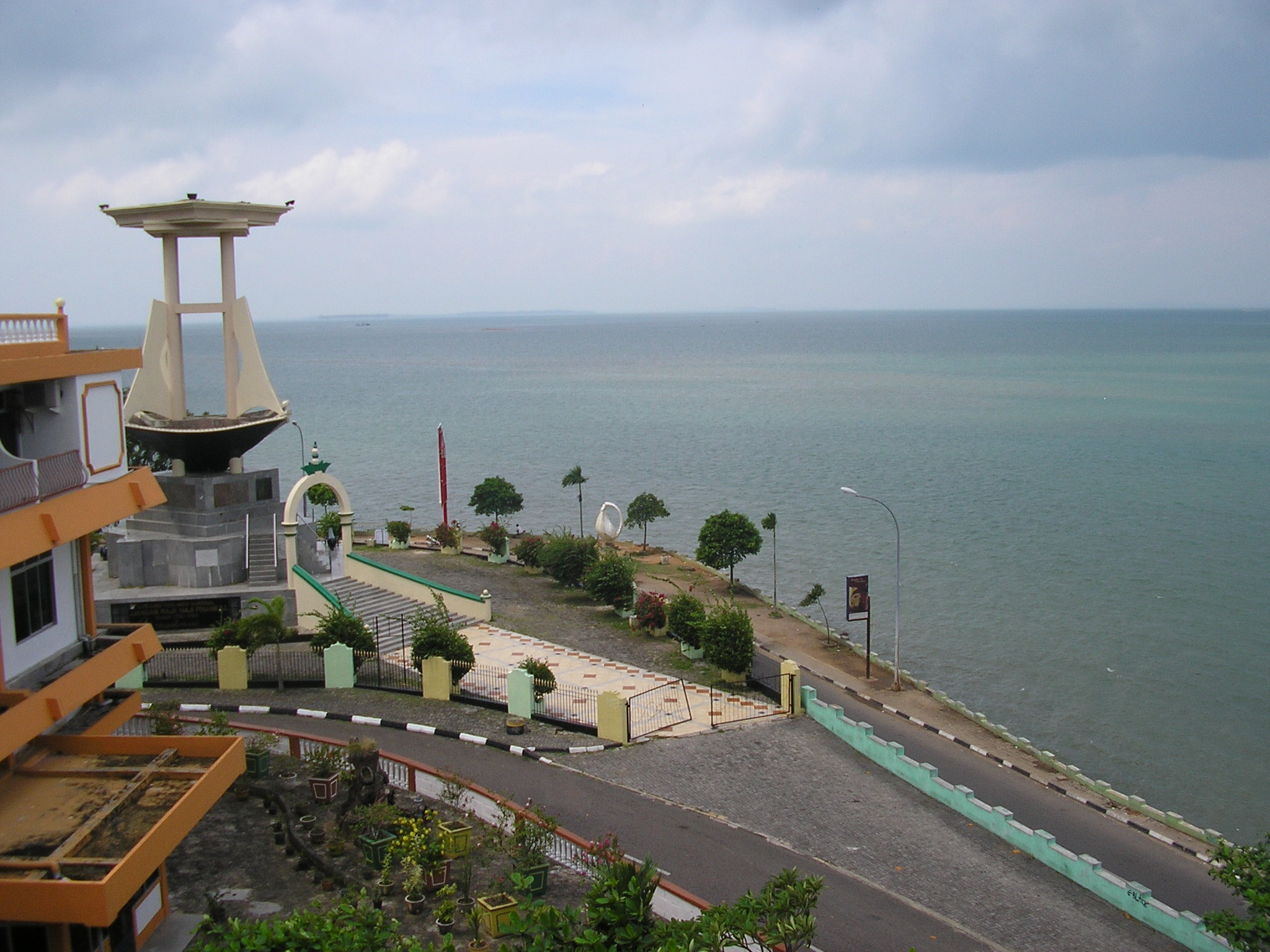
Monument du Raja Haji Fisabillah à Tanjung Pinang.

Le monument Raja Haji Fisabillah, haut de 28 mètres, fut élevé en mémoire du Raja Haji Fisabilillah, mort durant la bataille de Malacca contre les Hollandais en 1784.